# Zemeros
Zemeros is een geslacht van vlinders uit de familie van de prachtvlinders (Riodinidae), onderfamilie Nemeobiinae.
Zemeros werd in 1836 voor het eerst wetenschappelijk beschreven door Boisduval.

## Soorten
Zemeros omvat de volgende soorten:
- Zemeros emesoides Felder, C & R. Felder, 1860
- Zemeros flegyas (Cramer, 1780)
- Zemeros lushanensis Chou & Yuan, 2001